# Pugnado Afuera
Pugnado Afuera es un barrio ubicado en el municipio de Vega Baja en el estado libre asociado de Puerto Rico. En el Censo de 2010 tenía una población de 11808 habitantes y una densidad poblacional de 615,1 personas por km².

## Geografía
Pugnado Afuera se encuentra ubicado en las coordenadas 18°25′4″N 66°24′53″O / 18.41778, -66.41472. Según la Oficina del Censo de los Estados Unidos, Pugnado Afuera tiene una superficie total de 19.2 km², de la cual 19.19 km² corresponden a tierra firme y (0.01%) 0 km² es agua.

## Demografía
Según el censo de 2010, había 11808 personas residiendo en Pugnado Afuera. La densidad de población era de 615,1 hab./km². De los 11808 habitantes, Pugnado Afuera estaba compuesto por el 79.26% blancos, el 8.88% eran afroamericanos, el 0.36% eran amerindios, el 0.09% eran asiáticos, el 0.02% eran isleños del Pacífico, el 8.13% eran de otras razas y el 3.25% pertenecían a dos o más razas. Del total de la población el 99.03% eran hispanos o latinos de cualquier raza.